# 권지은
권지은(2001년 3월 14일은 대한민국의 가수이자 전 루나솔라, S.E.T 멤버였고 루나솔라 노는 게 제일 좋아로 데뷔하였다.

## 방송
- 아이돌 리부팅 프로젝트 더 유닛
- 너의 목소리가 보여
- 불후의 명곡 전설을 노래하다

## 드라마
- 웹드라마 - 가시리잇고 - 도영